# Герб Староласпи
Герб Староласпи — символ села Староласпа Донецької області. 21 квітня 2005 року був затверджений герб авторства Олега Киричка. 

## Опис
Щит перетятий лазуровим і зеленим, на перетині покладений вузький теракотовий пояс з золотим грецьким орнаментом - меандром. На верхній частині золотий сонях, на нижній дві срібні баранячі голови, між ними - срібна дата заснування поселення "1778".

## Альтернативні версії
В 2024 році донецький геральдист Едуард Савченко представив свій варіант герба, який зберігає всі основні композиційні елементи затвердженного і створювався в співавторстві з мешканцями села. Затвердити його поки що не можливо бо село окуповане з 2014 року.
Зелений колір на гербі символізує вирощування сільськогосподарських культур. Лазуровий колір це річка Кальміус, на берегах якої розкинулося село. 
Золотий сонях залишився центральною фігурою герба, як і в офіційній версії. Сонях - це ще й символічне зображення сонця. Це добре лягає на концепцію об'єднання двох різних етнічних груп під східним Донецьким сонцем - урумів із Криму і бойків із Західної України. Два барани на гербі це також обидва народи. Адже для тваринництва народів Карпат, барани теж мають неабиякий символізм. На гербах надазовських греків баран це вже звична фігура.
Меандр символізує греків-урумів.